# Ranularia pyrulum
Ranularia pyrulum là một loài ốc biển săn mồi, là động vật thân mềm chân bụng sống ở biển trong họ Ranellidae, họ ốc tù và. Loài này được A. Adams và Reeve miêu tả khoa học lần đầu tiên vào năm 1850.